# داركو ستانيتش
داركو ستانيتش (بالسيريلية الصربية: Дарко Станић) مواليد 8 أكتوبر 1978 في جمهورية يوغوسلافيا الاشتراكية الاتحادية، هو لاعب كرة يد صربي يلعب كحارس مرمى. مثل منتخب صربيا لكرة اليد. شارك في دورة الألعاب الأولمبية الصيفية سنة 2012. حقق المركز الثاني في البطولة الأوروبية لكرة اليد للرجال 2012.

## سجل المنافسة
شارك في البطولات التالية:
- بطولة أوروبا لكرة اليد للرجال 2012
- بطولة أوروبا لكرة اليد للرجال 2014
- بطولة أوروبا لكرة اليد للرجال 2016
- الألعاب الأولمبية الصيفية 2012

## الميداليات
| الميدالية | المسابقة                           |
| --------- | ---------------------------------- |
| فضية      | بطولة أوروبا لكرة اليد للرجال 2012 |

## روابط خارجية
- داركو ستانيتش على موقع الاتحاد الأوروبي لكرة اليد (الإنجليزية)
- داركو ستانيتش على موقع اللجنة الأولمبية الدولية (الإنجليزية)
- داركو ستانيتش على موقع أوليمبيديا (الإنجليزية)
- داركو ستانيتش على موقع اللجنة الأولمبية الصربية (الصربية)